# Hutě (Vrbno pod Pradědem)
Hutě, auch Vlčí Zejf, bis 1948 Volfzejf, (deutsch Wolfsseifen) ist eine Wüstung auf dem Gebiet der Stadt Vrbno pod Pradědem (Würbenthal) in Tschechien. Sie liegt vier Kilometer nordwestlich von Vrbno pod Pradědem und gehört zum Okres Bruntál.

## Geographie
Die von ausgedehnten Wäldern umgebene Häusergruppe befand sich unterhalb der Einmündung des Baches Bílý potok (Weißer Seifen) linksseitig der Střední Opava (Mitteloppa) in deren Kerbtal im Altvatergebirge (Hrubý Jeseník). Nördlich erhebt sich die Solná (Salzberg, 826 m n.m.), im Süden die Zámecká hora (Schloßberg, 854 m n.m.), südwestlich die Pytlácké kameny (Macholdplatte, 1027 m n.m.) und der Žárový vrch (Brandberg, 1101 m n.m.), im Westen die Zadní plošina (887 m n.m.) und die Jelení kameny (Hirschsteine, 928 m n.m.) sowie nordwestlich die Karliny kameny (1083 m n.m.), die Malé loučky (1202 m n.m.) und die Javůrka (921 m n.m.). Durch die Wüstung führt der Salzweg (Solná cesta), südlich – am gegenüberliegenden Flussufer – verläuft die Staatsstraße II/451 von Vrbno pod Pradědem nach Vidly (Gabel). Hutě liegt im Landschaftsschutzgebiet Jeseníky. 
Nachbarorte sind Františkova chata und Mnichov (Einsiedel) im Nordosten,  Železná (Buchbergsthal) im Osten, Vrbno pod Pradědem im Südosten, Ludvíkov (Ludwigsthal) im Süden, Karlova Studánka (Karlsbrunn), Hubertov (Hubertskirch) und Vidly (Gabel) im Südwesten sowie Bílý Potok (Weißenseifen) im Westen. 

## Geschichte
Das Tal der Mittleren Oppa oberhalb von Würbenthal wurde erst spät besiedelt. Der Fluss bildete die Grenze zwischen dem bischöflichen Fürstentum Neisse und der Herrschaft Freudenthal.
Zum Ende des 18. Jahrhunderts entstand auf der fürstbischöflichen Seite zunächst die Kolonie Buchbergsthal. 1828 ließ das Fürstentum Neisse linksseitig des Flusses am Weißen Seifen (Bílý potok) eine Zainhütte mit Eisenhammer errichten. In der an das Fürstbischöfliche Eisenwerk Buchbergsthal angeschlossenen Hütte wurde das in den umliegenden Bergen gewonnene Eisenerz aufbereitet. Wahrscheinlich entstand in diesem Zusammenhang auch die kleine Ansiedlung am Fuße des Salzberges an den Wolfseiffen.
Im Jahre 1835 bestand die nach Einsiedel konskribierte und zum fürstbischöflichen Amt Zuckmantel gehörige Kolonie Wolfseifen aus sechs ärmlichen Häusern mit 36 deutschsprachigen und katholischen Einwohnern, die vom Spinnen, Holzschlagen, Holzrücken und der Arbeit in den Hüttenwerken lebten. Pfarrort war Einsiedel. Das zwischen 1836 und 1842 gefertigte Blatt der Franziszeischen Landesaufnahme zeigt flussabwärts zwischen der Zainhütte und Buchbergsthal nur wenige verstreute Gebäude, darunter den Elisabethhammer und – an der Einmündung des Bächleins Großhütter Trensel – eine Drahthütte. Das zur Minderherrschaft Freudenthal gehörige rechte Ufer der Mitteloppa war unterhalb der Vogelmühle unbesiedelt. Bis zur Mitte des 19. Jahrhunderts blieb Wolfseifen dem Fürstentum Neisse untertänig. 
Nach der Aufhebung der Patrimonialherrschaften bildete die Kolonie Wolfsseifen ab 1849 eine Ansiedlung der Gemeinde Einsiedel im Gerichtsbezirk Zuckmantel. Im Jahre 1869 wurde Wolfsseifen zusammen mit Einsiedel dem Bezirk Freudenthal und Gerichtsbezirk Würbenthal zugeordnet. 1877 löste sich Buchbergsthal einschließlich der Weiler und Einschichten Gabel, Steinseifen, Wolfsseifen und Zainhütte von Einsiedel los und bildete eine eigene Gemeinde. Zum Ende des 19. Jahrhunderts erfolgte die Stilllegung der Zainhütte und wahrscheinlich auch des Elisabethhammers und der Drahthütte. Bei der ehemaligen Zainhütte entstand eine neue Kolonie, die den Namen Weißenseifen erhielt. Nach dem Zusammenbruch der k.k. Monarchie wurde der Ort 1918 Teil der neu gebildeten Tschechoslowakei. Beim Zensus von 1921 erfolgte keine Erfassung der Einwohnerzahl für Wolfsseifen. Die Häusergruppe war bei Buchbergsthal inbegriffen. 1924 wurde der tschechische Ortsname Volfzejf eingeführt. Nach dem Münchner Abkommen wurde die Ansiedlung 1938 dem Deutschen Reich zugesprochen und gehörte bis 1945 zum Landkreis Freudenthal. Nach dem Ende des Zweiten Weltkrieges wurde Volfzejf wieder Teil der Tschechoslowakei. Die deutschsprachige Bevölkerung wurde 1946 größtenteils vertrieben. 1948 erfolgte die Umbenennung in Vlčí Zejf, wenig später wurde die abgesiedelte Kolonie aufgegeben. Zusammen mit Železná wurde Vlčí Zejf 1960 nach  Vrbno pod Pradědem eingemeindet. Heute wird die ehemalige Kolonie als Hutě bezeichnet. Die erhaltenen drei Häuser (Nr. 421, 422 und 423) von Hutě werden als Ferienhäuser genutzt.   

## Ortsgliederung
Hutě ist Teil des Katastralbezirkes Železná pod Pradědem.  

## Sehenswürdigkeiten
- Quelle Na Výsluní, im Wald bei Hutě
- Burgruine Fürstenwalde, südlich von Hutě auf der Zámecká hora, errichtet zu Beginn des 14. Jahrhunderts. Auf dem Areal der Ruine wurde 2012 ein hölzerner Aussichtsaltan ohne Fundamente errichtet, der inzwischen wegen Baufälligkeit gesperrt wurde.